# Asplenium anceps
Asplenium anceps is een varen uit de streepvarenfamilie (Aspleniaceae). Het is een endemische soort voor Macaronesië, de eilandengroep die de Canarische Eilanden, Madeira, de Azoren en de Kaapverdische Eilanden omvat.

## Naamgeving enetymologie
De botanische naam Asplenium is afgeleid van Oudgrieks ἄσπληνον, asplēnon (= miltkruid). De soortaanduiding anceps is afkomstig van het Latijn en betekent 'dubbel'.

## Kenmerken
Asplenium anceps is een kleine, groenblijvende varen met eenmaal geveerde bladen die tot 30 cm lang kunnen worden. De bladslipjes zijn glanzend groen en leerachtig. Afhankelijk van de standplaats en de lichtinval staan de bladslipjes aaneengesloten in een plat vla of eerder trapsgewijs ingeplant. 
De rachis en de bladsteel zijn stevig, roodbruin gekleurd en opvallend drievoudig gevleugeld: twee parallelle vleugels aan de bovenzijde van de (waardoor in het midden  een groef wordt gevormd) en één vleugel aan de onderzijde. Dit laatste kenmerk onderscheid A. anceps van de veel algemenere steenbreekvaren (A. trichomanes) en op de Azoren van A. azoricum. Een kenmerk dat wel gedeeld wordt met al zijn afstammelingen, is het kleine auriculum of oortje aan de basis van de lagere bladslipjes, naar de top toe gericht en met één tot drie sori (sporenhoopjes) op de onderzijde. 
De streepvormige sori liggen op de onderzijde van het blad in een schuine hoek tussen de bladrand en de hoofdnerven van het blad.

## Habitat
Asplenium anceps is een terrestrische varen die vooral groeit in schaduwrijke, vochtige, subtropische bossen, zoals in de altijdgroenblijvende Laurisilva of laurierbossen, in naaldwouden hoog in de bergen, en in vochtige ravijnen en spleten in noord- tot noordwest georiënteerde vulkanische rotswanden. 

## Verwante en gelijkende soorten
Asplenium anceps kan verward worden met nauw verwante soorten van het geslacht streepvaren, zoals de steenbreekvaren (A. trichomanes subsp. trichomanes), Asplenium azomanes en A. azoricum. De drievoudig gevleugelde bladsteel is een onderscheidend kenmerk.
... · 
A. adiantum-nigrum (Zwartsteel) · 
A. adulterinum · 
A. aethiopicum · 
A. ×alternifolium · 
A. anceps · 
A. aureum · 
A. azoricum · 
A. billotii (Lancetvormige streepvaren) · 
A. bulbiferum · 
A. ceterach (Schubvaren) · 
A. cuneifolium · 
A. filare · 
A. fissum · 
A. fontanum (Genaalde streepvaren) · 
A. foreziense (Forez-streepvaren) · 
A. hemionitis · 
A. jahandiezii · 
A. lepidum · 
A. lolegnamense · 
A. majoricum · 
A. marinum (Zeestreepvaren) · 
A. nidus (Nestvaren) · 
A. obovatum · 
A. octoploideum · 
A. onopteris · 
A. petrarchae · 
A. ruta-muraria (Muurvaren) · 
A. scolopendrium (Tongvaren) · 
A. seelosii · 
A. septentrionale (Noordse streepvaren) · 
A. trichomanes (Steenbreekvaren) · 
A. trichomanes subsp. coriaceifolium · 
A. trichomanes subsp. pachyrachis · 
A. trichomanes subsp. quadrivalens · 
A. trichomanes subsp. trichomanes · 
A. viride (Groensteel) · 
A. viviparum · 
...